# Les Amazones de Guinée
Les Amazones de Guinée est un groupe musical féminin guinéen.
Les membres du groupe sont tous des femmes soldats des forces armées de la Guinée.

## Historique
Après l'indépendance de la Guinée en 1958, le premier président du pays, Ahmed Sékou Touré, a annoncé une politique culturelle authentique. Dans le cadre de cet effort parrainé par l'État en faisant la promotion de la musique traditionnelle d'Afrique de l'Ouest.
Le groupe a été formé en 1961 sous le nom de L'orchestre féminin de la gendarmerie de Guinée. Il est ensuite rebaptisé sous son nom actuel pour accroître son attrait international.
En 1977, elles participent au FESTAC 77 à Lagos, ce qui leur attire une grande attention au niveau international.
Dirigées par la bassiste commandant Salematou Diallo, les Amazones de Guinée allient jazz et musique de guitare traditionnelle de l'Afrique de l'Ouest. À l'origine, leur musique était d'influence cubaine et acoustique, basée sur des cordes, des bongos et des congas.
Au cours des années 1960, le groupe intègre des guitares électriques, des batteries et des cuivres. 
Les quinze membres du groupe comprennent le guitariste principal Yaya Kouyate et le guitariste rythmique N'sira Tounkara.
Le groupe enregistre son premier album, Au Cœur de Paris, à Paris, en 1982. Leur deuxième album, Wamato, a paru en 2008.

## Membres
Membres actuels:
- Commandant Salematou Diallo, chef d'orchestre et Bassiste
- Commandant Djenabou Bah, saxophoniste
- Capitaine Elisabeth Camara, conga
- Capitaine Mato Camara, timbales
- Lieutenant M'Mah Sylla, Vocal
- Lieutenant Fatoumata N'Gady Keita, vocal
- Daloba Keita, vocal
- Yaya Kouyaté, guitare solo
- N'Sira Tounkara, rhythm guitar
- Mariama Camara, Saxophone alto
- Mamade Cissé - tambours.